# Bassin Hall
Le Bassin Hall est une étendue d'eau de l'océan Arctique situé entre le Groenland et l'île d'Ellesmere au nord-est du Canada. Il est situé dans le détroit de Nares.
Il tient son nom de l'explorateur Charles Francis Hall.

## Source de la traduction
- (en) Cet article est partiellement ou en totalité issu de l’article de Wikipédia en anglais intitulé « Hall Basin » (voir la liste des auteurs).